# Abbaye de Wiblingen
L'abbaye de Wiblingen était une ancienne abbaye bénédictine qui a été ensuite utilisé comme caserne. Aujourd'hui, ses bâtiments abritent plusieurs départements de la faculté de médecine de l'université d'Ulm. L'ancienne abbaye est située au sud du confluent du Danube et de l'Iller, au sud de la ville d'Ulm dans le land allemand de Bade-Wurtemberg. Administrativement, le village de Wiblingen appartient maintenant à la ville d'Ulm. L'abbaye fait partie de la Route Baroque de Haute-Souabe.

## Histoire

### De la fondation à 1701
L'abbaye de Wiblingen a été fondée en 1093 par les comtes Hartmann et Otto von Kirchberg. Ceux-ci ont offert aux moines de l'abbaye de Saint-Blaise (en Forêt-Noire) des terres près de la rivière Iller, pour y fonder une institution filiale. En 1099, on  consacra les premiers bâtiments. Le premier abbé fut Werner von Ellerbach. Cette année-là, à la fondation de l'abbaye, les comtes ont remis un morceau de la Vraie Croix qu'ils avaient acquis au cours de leur participation à la première croisade.
Pendant le haut et le bas Moyen Âge l'abbaye de Wiblingen est célèbre pour son érudition et de l'enseignement. Elle est réputée pour être un lieu exemplaire de la discipline monastique en raison de son adhésion stricte à l'ordre de Saint-Benoît.
Pendant la guerre de Trente Ans, l'abbaye a subi des dommages à plusieurs reprises. À l'initiative de l'abbé Johannes Schlegel le reliquaire de la  Vraie Croix a été cachés afin de le protéger du pillage des troupes suédoises protestantes. Toutefois, après le retrait des troupes suédoises, la relique n'a pas pu être récupérée, car il n'y avait plus personne en vie qui se souvenait de sa cachette, les témoins de sa dissimulation ayant tous succombé à la peste. Ce n'est que bien des années plus tard que la relique, emmurée, fut redécouverte.
Grâce aux efforts de l'abbé Benoît Rauh, dont le mandat a duré de 1635 à 1663 et qui a également fonctionné comme évêque militaire dans l'armée bavaroise, l'abbaye a réussi à survivre aux calamités de la guerre. Il est aussi l'instigateur de  la reprise économique de l'abbaye, après 1648. La prospérité économique et politique croissante sous les abbés Ernest Fabri, Maurus Falkner et Modest Ier a conduit à l'abbaye à recevoir le statut de l'immédiateté impériale en 1701.

### 1701-1806: le renouveau
Le statut de l'abbaye comme un territoire indépendant au sein de l'Autriche semble en outre avoir apporté sur la reconstruction des bâtiments de l'abbaye un processus qui a commencé en 1714. La plupart des bâtiments ont été érigés en style baroque tardif, à l'exception de l'église, qui allait devenir l'un des principaux exemples de néo-classicisme dans le sud de l'Allemagne. Les structures de l'abbaye médiévale avaient été continuellement agrandies et modifiées au cours des siècles précédents (à l'origine elle avait été construite dans le style roman).
Lorsque l'abbaye de Wiblingen a obtenu le statut de l'immédiateté impériale, de vastes plans pour une reconstruction basée sur l'Escurial en Espagne, ont été dessinés avec l'église abbatiale en son centre, entouré de quartiers symétriques et des cours. Les plans ont été élaborés par l'architecte Christian Wiedemann. Les travaux ont commencé avec la construction de la cour dont la conception a été influencée par les plans de l'abbaye d'Einsiedeln par l'architecte Caspar Moosbruger. Toutefois, en 1730, la conception initiale a été modifiée avec pour conséquence que la maison de garde et l'église ne sont plus sur un même axe. De nombreux autres changements ont été apportés à la conception originale : le bâtiment central prévu à l'origine a été remplacé par une structure allongée, sans doute influencé par le plan de l'abbaye de Weingarten et les plans de Caspar Moosbruger.
Suivant les plans de Wiedemann, la célèbre bibliothèque a été construite dans l'aile Nord de l'abbatiale. Au moment de l'achèvement en 1744, Johann Wiedemann, neveu de Christian, avait déjà supervisé les travaux. En 1750, on nomma un nouveau surintendant, Johann Michael Fischer. Celui-ci a revu les plans originaux de Wiedemann. Sa principale réalisation est la nouvelle conception de l'aile Est, qui a reçu un risalto remarquable mettant ainsi l'accent d'une part sur le rôle de la salle du chapitre en tant que centre de l'organisation monastique et d'autre part, le fait qu'il était aussi le centre d'une semi-souveraineté territoriale. La façade de ce bâtiment a été modélisée sur la bibliothèque de la cour impériale à Vienne. Ce choix démontrait l'attachement de l'abbaye à la maison impériale.
Les contributions de Fisher à l'église abbatiale sont encore controversées. Les projets originaux ne peuvent être attribués à Fischer car ils contiennent de nombreuses erreurs et inexactitudes, ce qui implique que les projets existants ont été inspirés par Fischer par non réalisés par lui. Après le départ de Fischer en 1757, il est possible que les esquisses ont été faites par Johann Wiedemann ou son fils Dominikus Wiedemann qui avait travaillé avec Balthasar Neumann à l'abbaye de Neresheim. Les projets ont ensuite été transférés aux Archives centrales des princes de Tour et Taxis à Ratisbonne.
En raison des contraintes financières, le bâtiment de l'église n'avait pas encore commencé à la mort de l'abbé Meinrad Hamberger (1730-1762). Son successeur, Modest II (1762-1768), ne montra aucun intérêt à poursuivre les travaux de construction, peut-être à cause d'un manque à gagner. C'est seulement sous l'abbé Romain Fehr (1768-1798) que la première pierre de l'église a été posée. Son directeur général était Johann Georg Specht, qui connaissait parfaitement l'église de l'abbaye de Saint-Gall et l'église de pèlerinage de Birnau. Il a conçu celle de Wiblingen d'après ces exemples, ce qui aurait donné lieu à l'église ayant une apparence de baroque tardif. Toutefois, il ne put pas poursuivre dans cette voie car il a été écarté par le peintre à fresque Januarius Zick, qui avait été promu architecte par Jakob Emele à l'abbaye de Schussenried. Zick termina l'église en style néo-classique. L'intérieur montre un équilibre entre le début du néo-classicisme et une réminiscence de l'art baroque. La façade est restée incomplète, même si le dernier abbé, Ulrich IV, a tenté en vain de la terminer au cours des guerres napoléoniennes. L'aile Sud est restée inachevée jusqu'en 1917.

### La sécularisation
Après la défaite de l'Autriche durant la guerre de la Troisième Coalition en 1805, l'abbaye fut d'abord occupée par les troupes du Grand-Duché de Bade et puis par les troupes bavaroises. En 1806, l'abbaye est devenue la propriété du nouveau Royaume de Wurtemberg après que les troupes bavaroises mirent aux enchères tous les meubles restants. L'abbaye de Wiblingen fut un des derniers monastères les derniers à être dissout par la médiatisation inscrite dans le Recès de la Diète d'Empire. Les moines ont déménagé à Tyniec (Cracovie). L'abbaye de Wiblingen devint une résidence du duc Henri, frère de Frédéric Ier de Wurtemberg.
Dans les années 1840, l'ancienne abbaye fait partie des fortifications d'Ulm et est utilisée, depuis 1848, comme caserne d'infanterie. C'est alors seulement que le bâtiment du couvent qui entoure l'église abbatiale est achevé. Ces immeubles qui n'avaient initialement pas pu être achevés ont été érigés entre 1915 et 1917 en s'inspirant des anciens projets. Jusqu'à la fin de la Seconde Guerre mondiale l'ancienne abbaye a été utilisé comme caserne. Après la guerre, les bâtiments abritaient des réfugiés.

### Aujourd'hui
Wiblingen fait partie de la Route Baroque de Haute-Souabe. L'église abbatiale et la bibliothèque de l'abbaye dans l'aile nord de l'abbatiale sont ouvertes au public. Des visites guidées sont organisées. Le musée de l'abbaye, ouvert en 2006, est situé dans l'ancien couvent.
L'église abbatiale Saint-Martin est utilisée comme église paroissiale catholique et a été élevée au rang de basilique mineure par le pape Jean-Paul II en 1993.
Le reste de l'aile Nord et les anciens bâtiments commerciaux font maintenant partie de l'université d'Ulm, abritent des logements pour étudiants et la documentation médicale.
L'aile Sud de l'abbaye, reconstruite en 1917, fait partie du réseau local des maisons de retraite municipales.

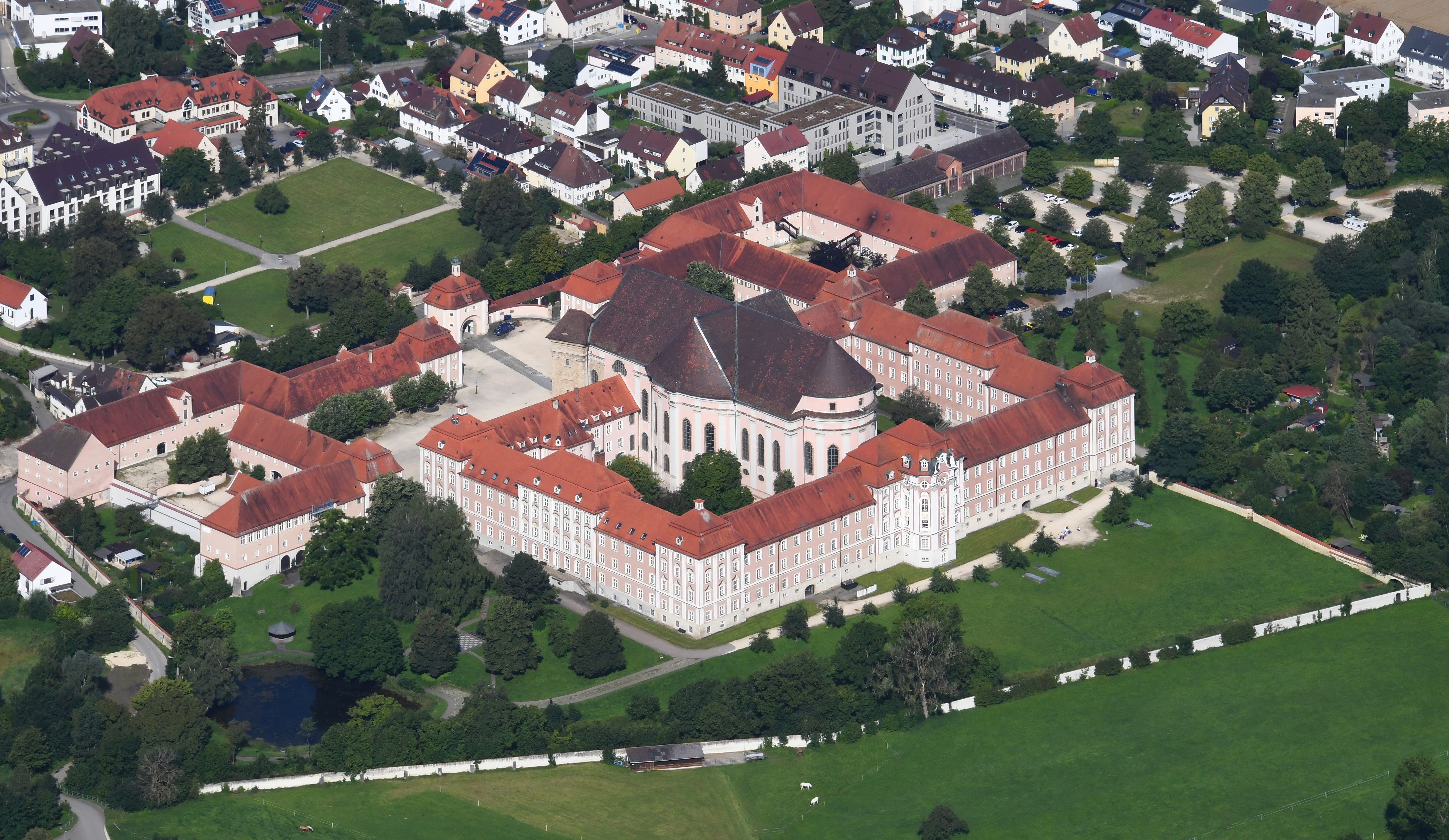
Vue aérienne de l'abbaye de Wiblingen
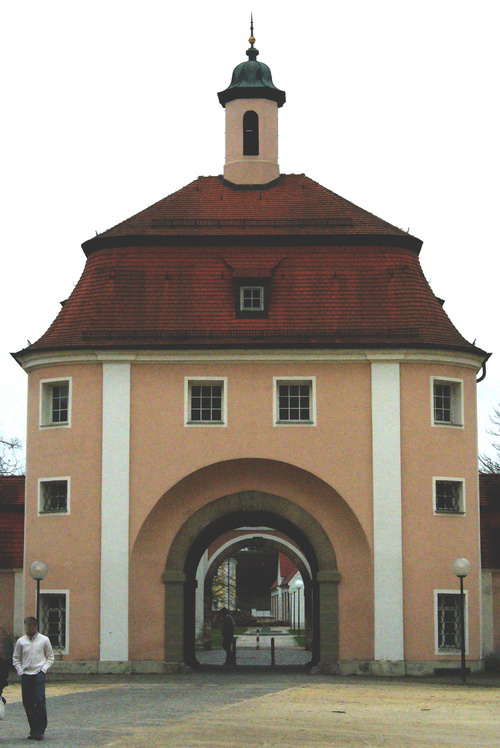
Porche d'entrée
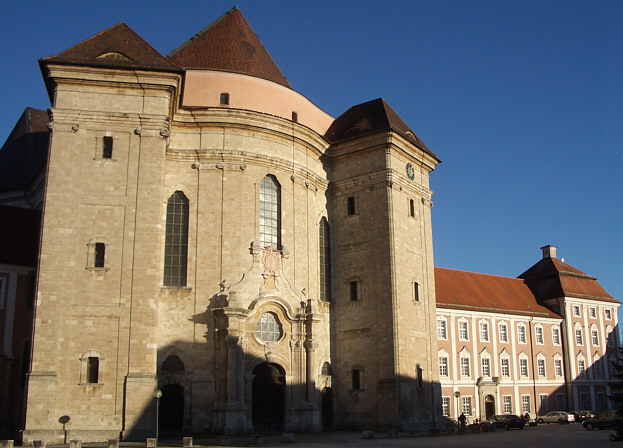
Abbatiale
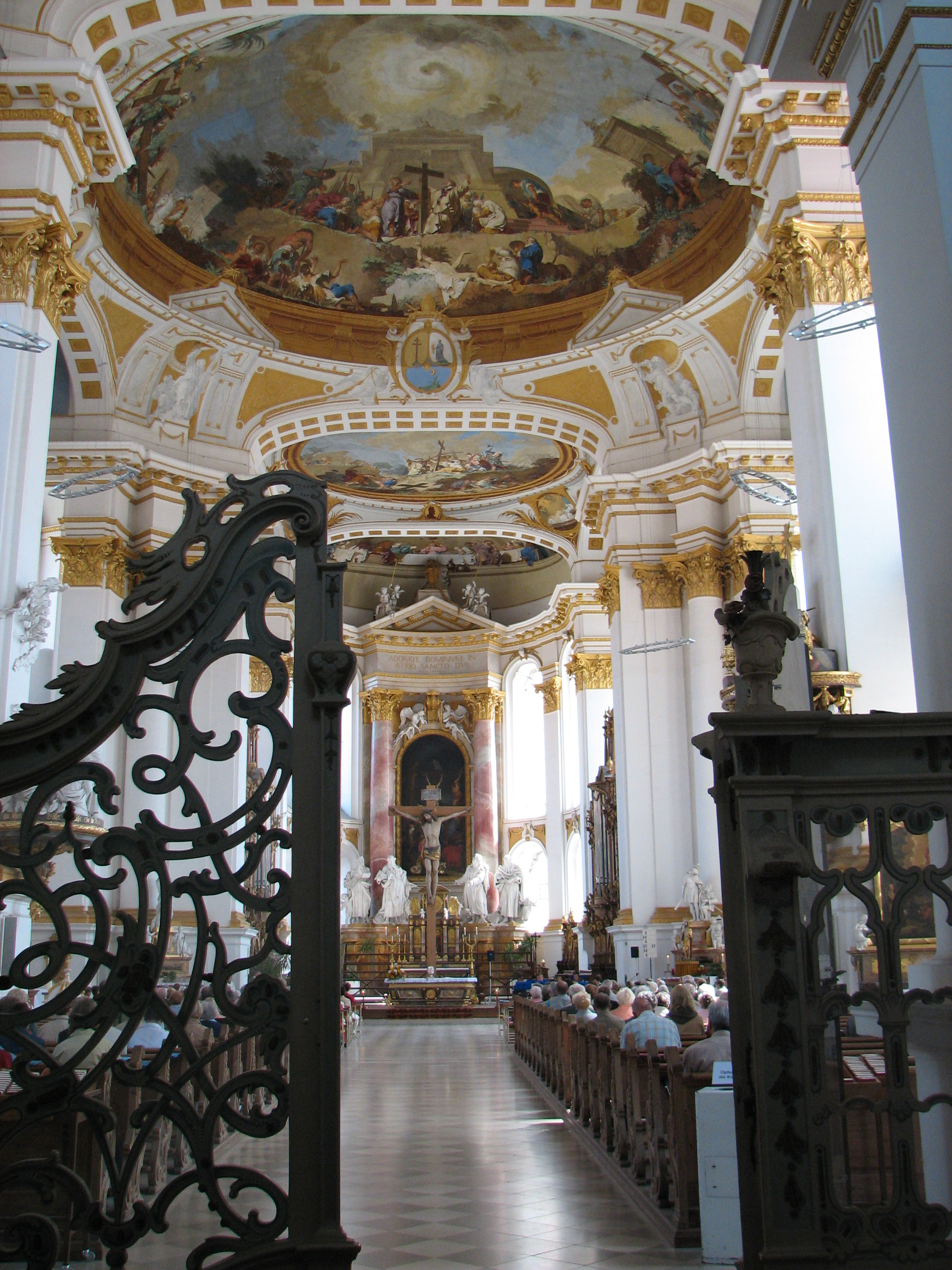
Interieur de l'église
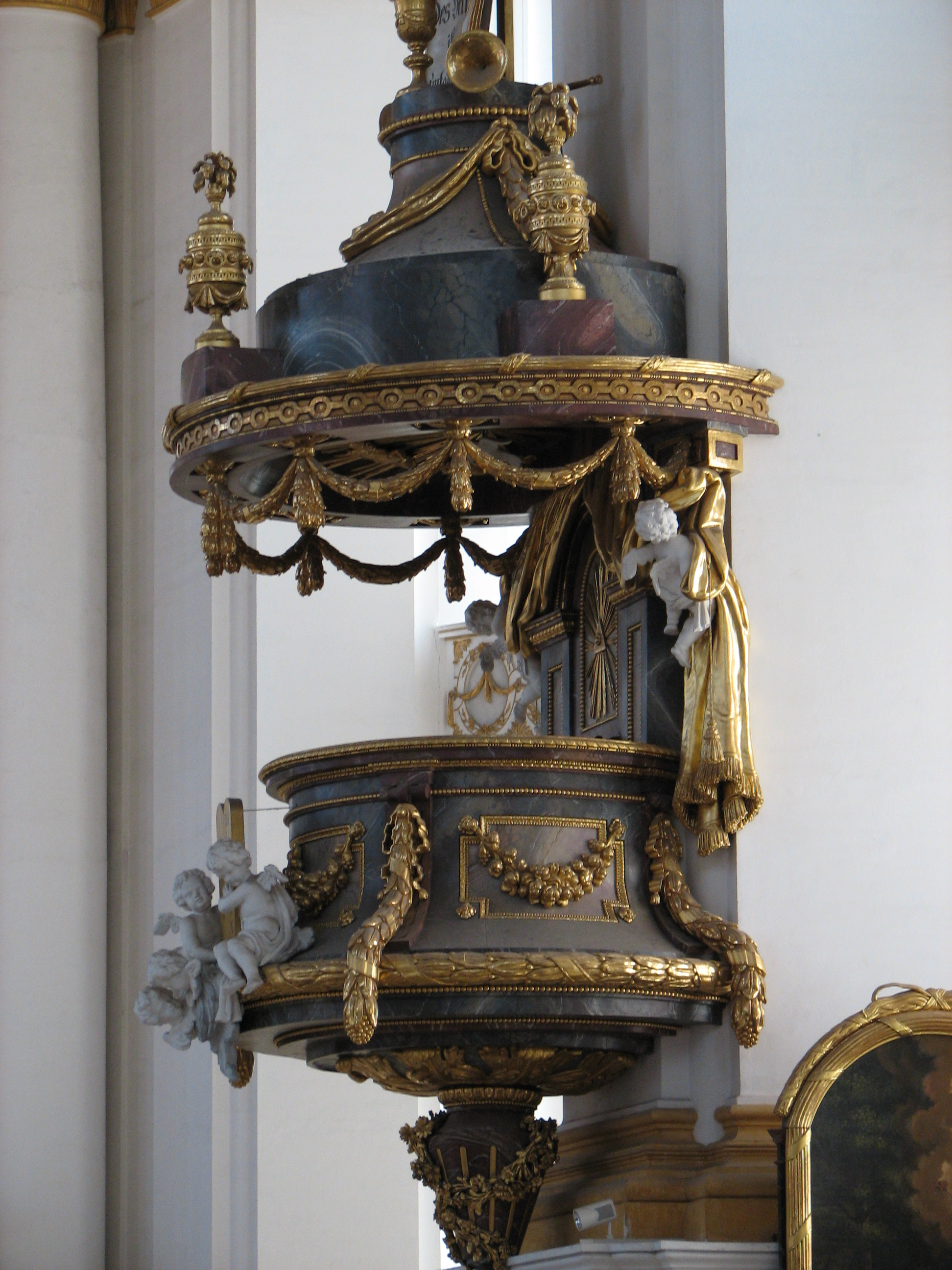
Chaire de vérité (Fidel Sporer)
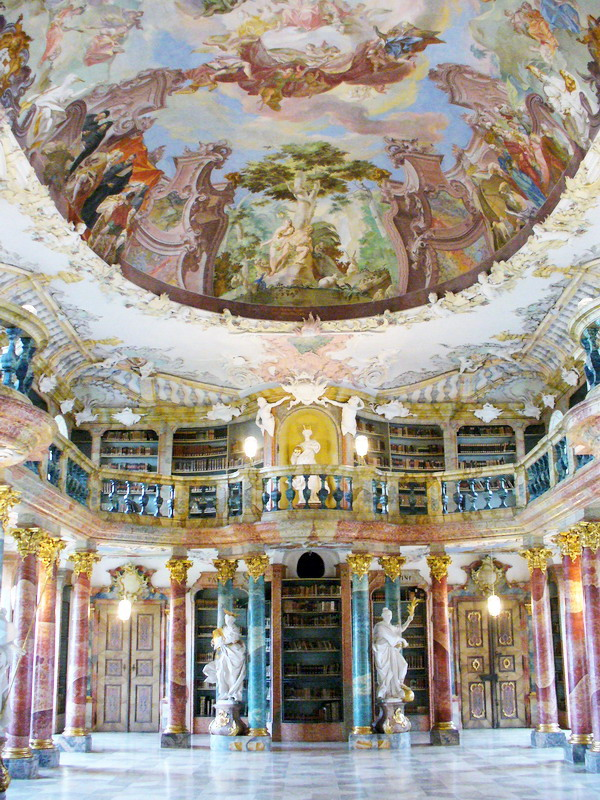
Bibliothèque
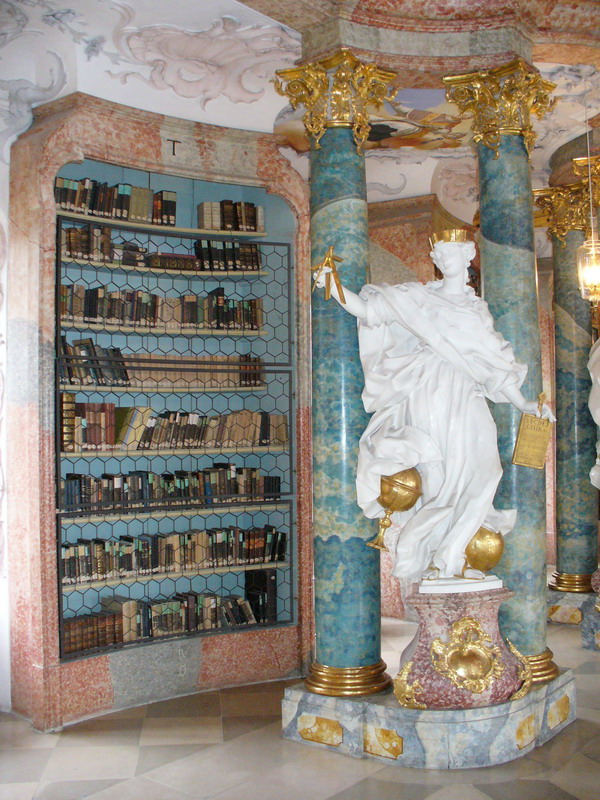
Rayons de la bibliothèque

## Source
- (en) Cet article est partiellement ou en totalité issu de l’article de Wikipédia en anglais intitulé « Wiblingen Abbey » (voir la liste des auteurs).